# Hyphantosoma aletes
Hyphantosoma aletes is een tweekleppigensoort uit de familie van de Veneridae. De wetenschappelijke naam van de soort is voor het eerst geldig gepubliceerd in 1948 door Hertlein & Strong.